# Camille Tessonnier
Camille Tessonnier, souvent écrit Teissonnier ou Teyssonier dans la presse, né le 19 juillet 1914 à Oran et mort à une date inconnue est un footballeur français.

## Carrière
Tessonnier joue à La Marsa à Oran quand il est recruté par l'OGC Nice. Tout comme son partenaire niçois Joseph, venu aussi d'Oran, il est recruté en 1938 par le FC Sète, qui verse 9 000 francs d'indemnité au club niçois pour chacun des deux joueurs. Il joue alors « inter » (attaquant) ; il dispute cinq rencontres et marque un but, contribuant au titre de champion de France du club sétois. En janvier 1940, il est mobilisé comme infirmier. Il repart en Algérie et joue à l'ASM Oran.
Fin 1944, Tessonnier est revenu en France métropolitaine et joue au FC Dijon. En novembre 1945, il est licencié au Club des Joyeusetés d'Oran quand il est recruté par le FC Nancy, où il joue deux saisons : en 1946, les Nancéiens remportent le championnat de deuxième division et la saison suivante se maintiennent en première division. En 1947, il est transféré aux Sports réunis Colmar, où il joue dorénavant demi. Il contribue à faire monter le club en première division la première saison, puis il joue 18 matchs la saison suivante, marquant deux buts. 
Il arrête là sa carrière de footballeur professionnel et devient entraîneur du club de Thann (Haut-Rhin), à proximité de Colmar. En 1952, il prend la direction de l'Union sportive revinoise, qui évolue en Division d'honneur du Nord-Est, et joue encore occasionnellement.
Il se marie le 6 juillet 1938 à Oran avec Mlle Navarro.

## Clubs
- -1937 :  CSA Marsa (Oran)
- ca 1938 :  OGC Nice
- 1938-1939 :  FC Sète
- 1940- :  ASM Oran
- ca 1944 :  FC Dijon
- 1945 :  FC Dijon
- 1945-1947 :  CDJ Oran
- 1947-1949 :  SR Colmar

## Palmarès
- Champion de France : 1939 (FC Sète)
- Champion de France de deuxième division : 1946 (FC Nancy)